# Deutsche Industrie- und Handelskammer
Die Deutsche Industrie- und Handelskammer (Abkürzung: DIHK, ehemals Deutscher Industrie- und Handelskammertag e. V.) ist seit dem 1. Januar 2023, wie auch ihre Mitglieder, im Wesentlichen die 79 deutschen Industrie- und Handelskammern (IHKs), eine Körperschaft des öffentlichen Rechts.
Nach einem mehrere Instanzen durchlaufenden Klageverfahren wegen nicht zulässiger Verlautbarungen des DIHK aufgrund von Überschreitungen seiner Kompetenzgrenzen wurden diese Kompetenzgrenzen durch die Novellierung des Industrie- und Handelskammergesetzes konkretisiert. Per Gesetz wurde der Deutsche Industrie- und Handelskammertag e. V. zum 1. Januar 2023 in die Deutsche Industrie- und Handelskammer (DIHK) umgewandelt. Dabei ändert sich die Rechtsform: Die DIHK wandelt sich vom privatrechtlich organisierten eingetragenen Verein (e. V.) in eine Körperschaft des öffentlichen Rechts. Die Industrie- und Handelskammern sind gesetzliche Mitglieder der DIHK.
Die DIHK hat gesetzlich die Aufgabe, das Gesamtinteresse der den Industrie- und Handelskammern zugehörigen Gewerbetreibenden in der Bundesrepublik Deutschland auf nationaler, europäischer und internationaler Ebene wahrzunehmen, für die Förderung der gewerblichen Wirtschaft zu wirken und dabei stets die wirtschaftlichen Interessen der einzelnen Regionen, Gewerbezweige oder Betriebe abwägend und ausgleichend zu berücksichtigen. Dabei vertritt die DIHK Interessen der gewerblichen deutschen Wirtschaft (oder Teilen von ihr) gegenüber Entscheidern der Bundespolitik und den europäischen Institutionen. Er koordiniert und fördert das weltweite Netzwerk der deutschen Auslandshandelskammern, Delegiertenbüros und Repräsentanzen der deutschen Wirtschaft als Instrument der Außenwirtschaftsförderung der Bundesrepublik Deutschland. Er erhebt einen Mitgliedsbeitrag von den IHKs. Sitz ist das Haus der Deutschen Wirtschaft in Berlin.

## Tätigkeit
Die DIHK hat die gesetzliche Aufgabe, im Auftrag und in Abstimmung mit den IHKs das Interesse der gewerblichen deutschen Wirtschaft gegenüber Bundespolitik, Verwaltung und Öffentlichkeit zu vertreten. Dies geschieht unter anderem mittels Stellungnahmen zu Referentenentwürfen, Positionspapieren, Umfragen, Veranstaltungen sowie durch Presse- und Öffentlichkeitsarbeit. Die IHK-Organisation legt mit ihren wirtschaftspolitischen Positionen jährlich Vorschläge für mehr Wachstum und Beschäftigung vor. Die wirtschaftspolitischen Positionen umfassen für zentrale Handlungsfelder eine Darstellung der Ausgangslage und der wichtigsten Forderungen an die Politik.
Seit 1958 hat der Verband auch ein DIHK-Büro in Brüssel, dem Sitz vieler Institutionen der EU. Es befindet sich seit 2004 im ‚Haus der Europäischen Kammern‘, in dem auch der Europäische Dachverband Eurochambres seinen Sitz hat. Entsprechend entwickelt die DIHK auch Europapolitische Positionen: Dies sind Forderungen der gewerblichen Wirtschaft in Deutschland an die Entscheider auf europäischer Ebene.
Zahlreiche Projekte unter anderem zur Förderung des Unternehmensstandortes Deutschland, der beruflichen Bildung, der deutschen Wirtschaft im Ausland oder auch der Zukunftsfähigkeit vor allem kleiner und mittelständischer Unternehmen sind in der DIHK-Service-GmbH gebündelt. Sie ist eine Tochter der DIHK und agiert als Projektgesellschaft für Industrie- und Handelskammern (IHKs) sowie für Auslandshandelskammern (AHKs). Die DIHK-Service-GmbH arbeitet eng mit den Partnern der IHK-Organisation aus Politik und Wirtschaft zusammen.
Die Kompetenzen der DIHK als „IHK der IHKs“ ergeben sich ebenso wie die Kompetenzen der öffentlich-rechtlichen Kammern aus dem Industrie- und Handelskammergesetz selbst.
Nach einem Urteil von 2010 zur so genannten „Limburger Erklärung“ gegenüber den IHKs entschied 2016 das Bundesverwaltungsgericht auch gegenüber der DIHK, dass die Interessenvertretung und Lobbyarbeit der DIHK zu allgemeinpolitischen Themen ohne wirtschaftsspezifischen Zusammenhang nicht von der Kompetenz der Industrie- und Handelskammern gedeckt seien. Das Aufgabengebiet der Kammern sei es, sich für die Förderung der Wirtschaft in den von ihnen vertretenen Regionen einzusetzen, daher seien nur politische Äußerungen zulässig, die sich konkret auf das Gesamtinteresse der Wirtschaft im jeweiligen Kammerbezirk bezögen. Auch Emotionen schürende, polemisch überspitzte Äußerungen sind den öffentlich-rechtlichen Kammern untersagt. Äußerungen zu besonders umstrittenen Themen müssen die nach § 1 Abs. 1 IHKG erforderliche Abwägung erkennen lassen; bei Mehrheitsentscheidungen sind gegebenenfalls beachtliche Minderheitenpositionen darzustellen. Entsprechend müssen bei in den Kammern kontrovers behandelten Themen die Kammern darauf hinweisen, dass ihre Position als Kammer nicht die unbestrittene, gemeinsame Position aller Mitgliedsunternehmen ist. Diese Vorgaben gelten für die DIHK nach der gesetzlichen Änderung des IHKG im Jahr 2021 in gleicher Weise.
Nach der Novellierung des IHKG sind nunmehr Fragen der Arbeitsmarktpolitik und der Sozialpolitik im Rahmen von Stellungnahmen grundsätzlich vom Aufgabenbereich erfasst, es sei denn, es entsteht dadurch ein Konflikt mit den geschützten Aufgaben der Sozialpartner. Dabei bleibt es aber bei dem Grundsatz, dass im grundrechtlich geschützten Bereich die aktive Wahrnehmung der sozialpolitischen und arbeitsrechtlichen Interessen nicht erfolgen kann.
Diese Konkretisierungen der Kompetenzgrenzen der Industrie- und Handelskammern und der DIHK sind in der IHKG-Novelle im Jahr 2021 erfolgt. Vor der Gesetzesnovelle des IHKG konnten die Mitgliedsunternehmen von ihren Kammern verlangen, dass diese aus der DIHK austreten, wenn die DIHK wiederholt kompetenzverletzende Äußerungen tätigte. So hatte das Bundesverwaltungsgericht im oben erwähnten Gerichtsverfahren die Industrie- und Handelskammer Nord-Westfalen durch Urteil 2020 zum Austritt aus der DIHK verpflichtet, nachdem die DIHK die Kompetenzgrenzen seiner Mitgliedskammern – „uneinsichtig“ – überschritten hatte.
Mit Beschluss vom 12. Juli 2017 entschied das Bundesverfassungsgericht, dass die von Kritikern in Frage gestellte Pflichtmitgliedschaft von Unternehmen in den Industrie- und Handelskammern mit dem Grundgesetz vereinbar ist.

## Struktur des Verbandes
Die Organe der DIHK sind die Vollversammlung, das Präsidium, das geschäftsführende Präsidium und der Präsident.
An der Spitze der Organisation steht der Präsident. Er vertritt die DIHK in wirtschaftspolitischen Entscheidungen und Stellungnahmen nach außen.
Vorsitzende des Ausschusses (1861–1901)
- 1861–1862: David Hansemann
- 1862–1863: Hermann von Beckerath
- 1864–1865: Hermann Henrich Meier
- 1865–1868: Gustav Dietrich
- 1868–1870: Benjamin Liebermann
- 1870–1890: Adelbert Delbrück
- 1890–1901: Adolf Frentzel

Präsidenten (1901–1933)
- 1901–1905: Adolf Frentzel
- 1905–1918: Johannes Kaempf
- 1918–1921: Otto Frentzel[21]
- 1921–1931: Franz von Mendelssohn (der Jüngere), später Ehrenpräsident
- 1931–1933: Bernhard Grund

Vorsitzende des Vorstandes (1949–1961)
- 1933–1935: Theodor Adrian von Renteln
- 1949–1951: Alfred Petersen, später Ehrenpräsident[22]
- 1951–1954: Albert Schäfer
- 1954–1956: Hans Leonhard Hammerbacher
- 1956–1958: Wilhelm Vorwerk
- 1958–1961: Alwin Münchmeyer

Präsidenten (seit 1961)
- 1961–1963: Alwin Münchmeyer
- 1963–1969: Ernst Schneider
- 1969–1988: Otto Wolff von Amerongen
- 1988–2001: Hans Peter Stihl
- 2001–2009: Ludwig Georg Braun
- 2009–2013: Hans Heinrich Driftmann, später Ehrenpräsident
- 2013–2021: Eric Schweitzer
- seit 2021: Peter Adrian

Der amtierende Präsident Peter Adrian wurde im Frühjahr 2021 gewählt. Zum geschäftsführenden Präsidium der DIHK gehören seit dem Frühjahr 2021 neben dem Präsidenten Adrian die Vizepräsidentin Kirsten Schoder-Steinmüller, die Vizepräsidenten Klaus Olbricht, Ralf Stoffels und Klaus-Hinrich Vater sowie die DIHK-Hauptgeschäftsführerin. Seit 1. Januar 2025 ist Helena Melnikov Hauptgeschäftsführerin der DIHK. Ihr Vorgänger war ab November 2001 Martin Wansleben. Er folgte auf Franz Schoser. Stellvertretender Hauptgeschäftsführer ist Achim Dercks, Außenwirtschaftschef Volker Treier. Weiteres Mitglied der Hauptgeschäftsführung ist Sofie Geisel.

## Mitgliedschaften
Die DIHK ist Mitglied im Gemeinschaftsausschuss der Deutschen Gewerblichen Wirtschaft und der Netzwerk Europäische Bewegung.

## Geschichte

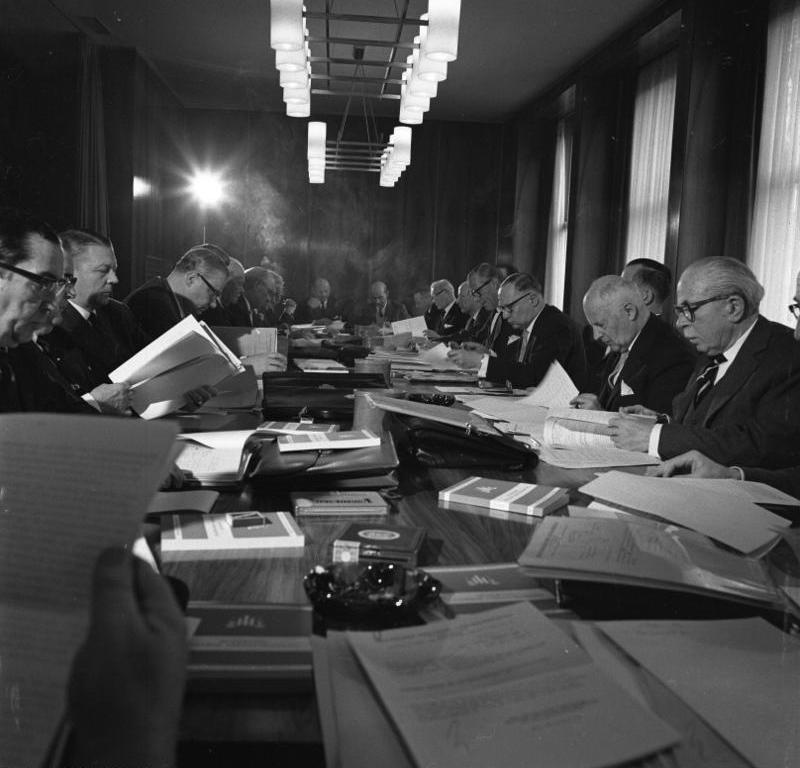
Sitzung des DIHT 1961 in Bonn

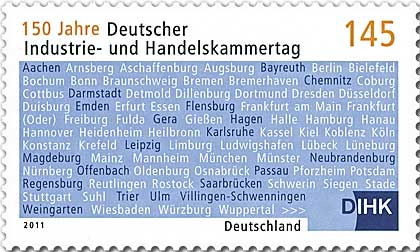
150 Jahre Industrie- und Handelskammertag: deutsche Briefmarke von 2011

Die Geschichte der DIHK beginnt am 13. Mai 1861, als sich Vertreter der Handelskammern im Gebiet des Deutschen Zollvereins in Heidelberg zum „Allgemeinen Deutschen Handelstag“ (DHT) konstituierten. Die bis zum 18. Mai währende Tagung war auf eine Initiative von Theodor Frey zustande gekommen. Damals standen die Vereinheitlichung der unterschiedlichen Maße und Gewichte, die Aufhebung der Zollgrenzen und die Einführung eines einheitlichen Handelsgesetzbuches im Mittelpunkt der Verbandstätigkeit. 1918 benannte sich der DHT in „Deutscher Industrie- und Handelstag“ (DIHT) um.
In der mittelhochdeutschen Rechtssprache bedeutet „Tag“ Termin, Versammlung, Verhandlung.
Nach dem 30. Januar 1933 (Machtergreifung des NS-Regimes) veränderte sich die Situation für die Industrie- und Handelskammern (so der Name seit 1924) stark. In mehreren IHKs übernahmen in den ersten Wochen NS-Funktionäre gewaltsam die Leitung, auch beim DIHT besetzte der „Reichsführer des Kampfbundes des gewerblichen Mittelstandes“ mit Hilfe der SS die Büroräume.
Präsident Bernhard Grund protestierte bei Hitler und erreichte eine kurzzeitige Rücknahme der NS-Okkupation, aber bereits im Sommer 1933 wurde die DIHT-Vollversammlung gleichgeschaltet und die Spitze ausgetauscht. Der DIHT wurde 1935 nach der „Neuordnung“ der gewerblichen Wirtschaft als „Arbeitsgemeinschaft der Industrie- und Handelskammern“ in die neu geschaffene Reichswirtschaftskammer überführt und praktisch bedeutungslos. Die IHKs waren bis zu ihrer Auflösung und Überführung in die Gauwirtschaftskammern 1943 Befehlsempfänger des Reichswirtschaftsministeriums.
Nach Kriegsende 1945 nahmen die Industrie- und Handelskammern ihre Tätigkeit wieder auf. Aus den regionalen Zusammenschlüssen der westdeutschen Besatzungszonen wurde der Deutsche Industrie- und Handelstag 1949 in Ludwigshafen wieder gegründet; er bekannte sich zur Sozialen Marktwirtschaft.
1950 wurde der Standort des DIHT in die damalige Bundeshauptstadt Bonn verlegt.
1965 bezog der Verband ein neues Gebäude in der Koblenzer Straße 148, später Adenauerallee, das bis Oktober 1999 seine Wirkungsstätte war.
Nach dem Mauerfall 1989 entstanden im Jahre 1990 auch im Osten Deutschlands unabhängige IHKn, die zum Übergang von der Plan- zur Marktwirtschaft beitrugen.
20. Juni 1991 beschloss der Verband seinen Umzug in die Hauptstadt Berlin.
Am 4. Oktober 1999 wurde der Sitz ins Haus der Deutschen Wirtschaft nach Berlin verlegt, seit dem Jahr 2001 trug der Verband den Namen „Deutscher Industrie- und Handelskammertag“ (DIHK). Am 23. März 2011 feierte die DIHK im Beisein von Bundespräsident Christian Wulff in Berlin seinen 150. Geburtstag.
Seit dem 12. August 2021 sind die Aufgaben der DIHK nicht mehr per Satzung, sondern gesetzlich geregelt. Die IHKs sind seitdem gesetzliche Mitglieder der DIHK. Seit dem 1. Januar 2023 wird die DIHK als Deutsche Industrie- und Handelskammer in der Rechtsform der Körperschaft des öffentlichen Rechts fortgeführt.